# The Putin Interviews
The Putin Interviews är en TV-serie i fyra delar där Rysslands president Vladimir Putin intervjuas av Oliver Stone. Intervjuerna ägde rum vid fyra tillfällen mellan juli 2015 och februari 2017, den sista intervjun i serien skedde en månad efter Donald Trumps tillträde som USA:s president.

## Frågorna (ett utdrag)
Oliver Stone frågar vad Putin noterat för förändringar i USA då presidenterna skiftat. På det svarar Putin att nästan inget förändras. Att den amerikanska byråkratin är mycket stark och att det är den som styr världen. 
Oliver Stone frågar Putin om Ryssland, som det politiska ledarskapet i USA och NATO anser, "hackade presidentvalet". Putins svar på detta var nej, det gjorde de inte över huvud taget.

## Kritik
TV-serien har recenserats i New York Times, The Guardian och CNN.